# Ugly (rivière)
Pour les articles homonymes, voir Ugly.
La rivière Ugly ( anglais : Ugly River) est un cours d’eau de la région de la  West Coast dans l’Île du Sud de la Nouvelle-Zélande.

## Géographie
Elle s’écoule vers le sud pour atteindre la rivière Karamea  à 17 kilomètres  au nord-est de la ville de Karamea. La rivière est sur toute sa longueur comprise dans le Parc national de Kahurangi.